# 高畠町立図書館
高畠町立図書館（たかはたちょうりつとしょかん）は、山形県東置賜郡高畠町にある公共図書館である。

## 概要
- 1984年（昭和59年）4月1日 - 開館
- 2019年（令和元年）7月27日 - 新館オープン

## サービス
貸出サービスは、利用者カードをもっている人を対象に行なっている。利用者カードは、全国どこに住んでいる方でも作ることができる。貸出点数は、図書だと一度に10冊までで日数は14日間、雑誌は2冊、CD・DVDは2本までで、日数は14日間となっている。団体利用者は、一般団体・読み聞かせ団体・幼児施設・福祉施設が借りる場合は50冊以内、小・中学校・高校が借りる場合は200冊以内で、期間は3ヶ月以内としている。返却は原則カウンターとなっているが、閉館中は返却ポストを利用することができる。
開館時間
- 通年 10:00 - 19:00
- 高畠町内の小・中学校の夏休み期間 9:00 - 20:00

休館日
- 毎週月曜日（祝日の場合は翌日）
- 年末年始（12月28日 - 1月4日）
- 蔵書点検日

## 所在地
山形県東置賜郡高畠町大字高畠325番地2

## 周辺
- 高畠郵便局
- 高畠町文化ホール まほら